# Culicoides subltifrontis
Culicoides subltifrontis är en tvåvingeart som beskrevs av Smatov och Isimbekov 1971. Culicoides subltifrontis ingår i släktet Culicoides och familjen svidknott. Inga underarter finns listade i Catalogue of Life.